# پالومونته
پالومونته (به ایتالیایی: Palomonte) یک کومونه در ایتالیا است که در استان سالرنو واقع شده‌است. پالومونته ۲۸ کیلومترمربع مساحت و ۴٬۱۳۳ نفر جمعیت دارد و ۵۵۰ متر بالاتر از سطح دریا واقع شده.